# Goedereede

Trung tâm thị xã (xanh đậm) và khu vực thống kê (xanh nhạt(của Goedereede trong đô thị Goedereede.

Goedereede (dân số: 11,544 người trong năm 2004) là một đô thị ở phía tây Hà Lan, trong tỉnh Zuid-Holland. Đô thị này có diện tích 153,85 km² (59,40 mile²) trong đó 82,53 km² (31,87 mile²) là diện tích mặt nước. Đô thị này gồm phía tây đảo Goeree-Overflakkee.
Đô thị Goedereedebao gồm các cộng đồng (từ tây sang đông): Ouddorp (with Oostdijk), Goedereede (với Havenhoofd) và Stellendam.
Kinh tế chủ yếu là du lịch và ngư nghiệp.